# Lot Biała Podlaska
Lot Biała Podlaska – polski klub piłkarski z siedzibą w mieście Biała Podlaska, działający w latach 1929–1948.

## Historia
Chronologia nazw:
- 1929: K.L. [Klub Lotniczy] P.W.S. [Podlaskiej Wytwórni Samolotów] Biała Podlaska
- 1933: K.S. [Koło Sportowe] Lot Biała Podlaska
- 1939: działalność klubu zawieszona
- 1945: SKS [Spółdzielczy Klub Sportowy] Lot Biała Podlaska
- 1948: klub rozwiązano

Klub Lotniczy Podlaskiej Wytwórni Samolotów, w skrócie K.L. P.W.S., został założony w Białej Podlaskiej 19 kwietnia 1929 roku (Podlaska Wytwórnia Samolotów oficjalnie została otwarta pięć lat wcześniej, 5 września 1924 r.). W klubie utworzono sekcje szybowcowa i lotniczo-samolotową oraz sekcje tenisa ziemnego i piłki nożnej. Powstała sekcja piłkarska Klubu Lotniczego PWS początkowo nazywała się Wulkan, a prawdopodobnie w 1933 roku nazwa została zmieniona na Koło Sportowe Lot. Klub posiadał trzy zespoły piłkarskie. 
Zespół w latach 1933-1934 występował w Klasie A Poleskiego ZOPN (z siedzibą w Brześciu nad Bugiem), zaś w latach 1935-1936 w rozgrywkach Klasy B Poleskiego ZOPN (grupa brzeska). Sezon 1936/37 piłkarze klubu spędzili w Klasie A Poleskiego ZOPN, w której rywalizowali z dwoma drużynami brzeskimi o udział w eliminacjach o mistrzostwo okręgu. Rozgrywki klub zakończył na 3. ostatniej pozycji i został zdegradowany do klasy niższej. Jak wynika z danych prasowych w sezonie 1937/38 zespół występował w rozgrywkach Klasy B (grupa brzeska), w której rywalizował skutecznie w eliminacjach o mistrzostwo okręgu - zapewnił bowiem sobie awans do brzeskiej A klasy. Drużyna Lotu spędziła sezon 1938/39, wspólnie z trzema drużynami z Brześcia w Klasie A.
Wiosną 1939 roku grupa podlaskich działaczy postanowiła powołać Podokręg Podlaski Lubelskiego OZPN z siedzibą w Siedlcach. W związku z tym 16 kwietnia 1939 roku na zebraniu delegatów klubów z regionu Południowego Podlasia postanowiono zgłosić akces przynależności do Lubelskiego OZPN, a wśród drużyn, które zadeklarowały przystąpienie znalazł się także WKS 34 pp. Drużyna ta miała przystąpić do rozgrywek ligowych w sezonie 1939/40. Oto skład A klasy podokręgu lubelskiego: KS Związku Strzeleckiego Siedlce, Gwiazda Siedlce, Naprzód Siedlce, WKS Siedlce, Orlęta Łuków, Podlasianka Sokołów Podlaski, Start Sokołów Podlaski, KS Związku Strzeleckiego Międzyrzec Podlaski, Strzelec Radzyń Podlaski, KS Lot Biała Podlaska i WKS 34 pp Biała Podlaska. Rozgrywki w podokręgu nie doszły jednak do skutku ze względu na wybuchu II wojny światowej - we wrześniu 1939 roku działalność klubu została całkowicie zawieszona.
W połowie 1945 roku klub został reaktywowany jako Spółdzielczy Klub Sportowy Lot. 3 czerwca 1945 roku w Siedlcach utworzono podokręg rozgrywkowy pod nazwą: Podlaski Autonomiczny Podokręg Piłki Nożnej z siedzibą w Siedlcach, który poprowadził rozgrywki piłkarskie w klasach: A i B. Wśród inicjatorów powołania podokręgu byli przedwojenni działacze piłkarscy. 15 lipca 1945 roku Podokręg Podlaski zainicjował pierwsze po wojnie rozgrywki A klasy systemem jednorundowym, w których uczestniczyło osiem drużyn: ZZK Ognisko Siedlce, Wojskowy Klub Sportowy Siedlce, KS MO Siedlce, KS OMTUR Siedlce, Orlęta Radzyń Podlaski, ZWM Atak Sokołów Podlaski, KS OMTUR Orlęta Łuków i SKS Lot Biała Podlaska. Zespół z Białej Podlaskiej zajął 5.miejsce.
W pierwszych dniach kwietnia 1948 roku na posiedzeniu Powiatowej Rady WF i PW w Białej Podlaskiej rozwiązano trzy bialskie zespoły sportowe: Spółdzielczy KS Lot, KS OMTUR Krzna i KS ZWM Zryw. Głównym powodem takiej decyzji był według działaczy miejskich niepodporządkowanie się działaczy ww. klubów wobec Powiatowej Rady i zanik przejawiania działalności.

## Barwy klubowe, strój, herb, hymn
|  |  |

Klub ma barwy żółto-błękitne. Piłkarze domowe spotkania zazwyczaj grali w żółto-błękitnych strojach. Koszulki były żółte z błękitnymi kołnierzykami i wypustkami przy kołnierzykach oraz emblematem klubu na lewej stronie kieszonki, natomiast spodenki były błękitne z żółtymi pionowymi paskami po bokach, do całości ubioru dochodziły żółte getry.

## Sukcesy

### Trofea międzynarodowe
Nie uczestniczył w rozgrywkach europejskich (stan na 31-05-2024).

### Trofea krajowe
| \| \| Zdobyte trofea w rozgrywkach Polski (stan na: 31-05-2024) \| |                                                           |      |                     |
| Rozgrywki                                                          | Osiągnięcie                                               | Razy | Sezon(y)            |
| Mistrzostwo                                                        | I miejsce                                                 | 0    |                     |
| Mistrzostwo                                                        | II miejsce                                                | 0    |                     |
| Mistrzostwo                                                        | III miejsce                                               | 0    |                     |
| Puchar                                                             | zdobywca                                                  | 0    |                     |
| Puchar                                                             | finalista                                                 | 0    |                     |
| II liga                                                            | I miejsce                                                 | 0    |                     |
| II liga                                                            | II miejsce                                                | 0    |                     |
| II liga                                                            | III miejsce                                               | 1    | 1936/37 (gr.Brześć) |
| Polska                                                             | Zdobyte trofea w rozgrywkach Polski (stan na: 31-05-2024) |      |                     |

## Poszczególne sezony

### Rozgrywki międzynarodowe

#### Europejskie puchary
Klub nie uczestniczył w rozgrywkach europejskich.

### Rozgrywki krajowe
| \| Polska \| Bilans występów klubu w rozgrywkach piłkarskich Polski (Stan na 31 maja 2024 r.) \| \| |                                                                                  |        |       |   |   |   |    |    |     |                                        |        |        |      |
| Poziom                                                                                              | Rozgrywki                                                                        | Sezony | Mecze | Z | R | P | B+ | B– | Pkt | Lata                                   | Awanse | Spadki | Naj. |
| I                                                                                                   | Liga                                                                             | 0      |       |   |   |   |    |    |     |                                        |        |        |      |
| II                                                                                                  | Klasa A / Liga Okręgowa                                                          | 7      |       |   |   |   |    |    |     | 1933–1934, 1936/37, 1938/39, 1945–1946 | 0      | 2      | 3    |
| III                                                                                                 | Klasa B / Klasa A                                                                | 3      |       |   |   |   |    |    |     | 1935–1936, 1937/38                     | 1      | 0      | 1    |
| IV                                                                                                  | III liga / Klasa C / Klasa B                                                     | 0      |       |   |   |   |    |    |     |                                        |        |        |      |
| | Puchar Polski                                                                    | 0      |       |   |   |   |    |    |     |                                        |        |        |      |
| Polska                                                                                              | Bilans występów klubu w rozgrywkach piłkarskich Polski (Stan na 31 maja 2024 r.) |        |       |   |   |   |    |    |     |                                        |        |        |      |

## Struktura klubu

### Stadion
Drużyna rozgrywała swoje mecze domowe w Białej Podlaskiejie na stadionie przy ul.Sportowej zazwyczaj w niedzielne popołudnia. Pierwsze boisko piłkarskie KS Lot powstało na terenie Państwowej Wytwórni Samolotów (nieopodal kasyna przy ulicy Dokudowskiej), wkrótce na obecnej ulicy Sportowej zostało zbudowane pierwsze boisko do meczów piłkarskich. Pomieszczenia klubowe Lotu mieściły się przy obecnej ulicy Zielonej. Za szatnie dla zawodników służyła również Szkoła Powszechna nr 3, która znajdowała się tuż obok stadionu przy ul. Sportowej.

## Kibice i rywalizacja z innymi klubami

### Derby
- WKS 34 pp Biała Podlaska
- WKS 22 pp Siedlce
- ŻTGS Makkabi Biała Podlaska